# Spermaliehof
Het Spermaliehof is een voormalig klooster in de tot de gemeente Middelkerke behorende plaats Sint-Pieters-Kapelle in West-Vlaanderen, dat behoorde tot de orde van de cisterciënzers. Na de verhuis werd het klooster omgebouwd tot de abdijhoeve waar er aan plattelandstoerisme wordt gedaan.

## Geschiedenis
In 1200 stichtte een edelvrouw Gela een kapel met klooster ter ere van de Heilige Petrus op een nieuw ingedijkt land op de rechteroever van de IJzer nabij Slijpe. De abdij kreeg de naam “Nieuwlandabdij” verwijzend naar de nieuw ontgonnen grond genaamd “Terra Nova” of “Nieuwland”. Deze stichting vormde de kern voor het huidige West-Vlaams dorpje Sint-Pieters-Kapelle.
Op 4 augustus 1200 verleende de paus Innocentius III zijn goedkeuring aan deze onderneming en verkondigde hij in zijn eigen naam en in die van de H. Petrus bescherming aan de kapel en het klooster. De kloosterlingen of de mondialen van Nieuwland sloten zich rond 1235 aan bij de orde van de cisterciënzers. In deze nieuwe, ontgonnen gebieden heerste een hard klimaat. Het klooster lag ver van de moederabdij en was tijdens de wintertijd moeilijk bereikbaar.
In juli 1239 schonk Egidius van Bredene, de toenmalige klerk en zegelbewaarder van de graaf van Vlaanderen, het domein genaamd Spaermaelgen, Sparmaliën, Sparmallie of Spermalie te Sijsele aan de abdij “Nieuwland” van Slijpe, op voorwaarde dat de zetel van de abdij naar Sijsele werd overgebracht. De nieuwe abdij in Sijsele kreeg de naam “O. L. Vrouw van Jerusalem” of “Nova Jerusalem”. Een effectieve datum van de overplaatsing van de abdij is onbekend maar zou hebben plaatsgevonden tussen 1241 en 1247.
Na de verhuis van het klooster werd deze in Sint-Pieters-Kapelle omgebouwd tot een abdijhoeve die de naam “Spermaliehof” kreeg. De abdijhoeve bleef voor het hoofdklooster een belangrijke hoeve en werd nog een lange tijd door de religieuzen beheerd en zelfs bewerkt. In 1452 besliste de abdis van het klooster om de abdijhoeve te verpachten. Gedurende de jaren daarna kreeg de abdij het zwaar te verduren door de oorlogen die er in de streek plaatsvonden. Stukken van de abdij werden er verwoest en verschillende delen van de landerijen werden onder water gezet. In 1794 waren de Fransen aan de macht en de kloostereigendommen werden in beslag genomen en verkocht. Het Spermaliehof werd verkocht aan Jean-Baptiste Paulée uit Parijs. Tijdens de Eerste Wereldoorlog werd het Spermaliehof volledig verwoest. In 1920 werd deze volledig terug opgetrokken naar de plannen van de Brugse bouwmeester Théo Raison. Vandaag pacht de derde generatie van de familie Mehuys de abdijhoeve en is de familie van Baron Jacques de Crombrugghe de Looringhe er eigenaar. Sinds 1972 neemt het Spermaliehof deel aan plattelandstoerisme.

## Hoevetoerisme
Godfried Mehuys, pachter van de hoeve in het tweede deel van de jaren 1900, ontving elk jaar in de maand mei bezoek van een school uit Mechelen. De directeur van die school vroeg aan Godfried of het eventueel mogelijk was om zijn verlof door te brengen op de boerderij. Hij liet de vraag toen rusten, omdat hij te veel werk had met zijn jonge kinderen. Toen Godfried samen met de eigenaar, baron Jacques de Crombrugghe de Looringhe, over het erf wandelde, kwam de vraag bovendrijven. Godfried stelde de baron voor om de leegstaande zolderkamers op te knappen voor hoevetoerisme, die positief instemde.
De familie Mehuys sloot zich aan bij de vzw Poldervakantie. Dit was een nieuw soort toerisme en was dus een veelbesproken onderwerp in de pers. Onder andere 'Het Laatste Nieuws', 'BRT', 'Het Nieuwsblad' en 'La Dernière Heure' en 'Die Volkszeitung' wijdden er artikels aan. Op zaterdag 3 juni 1972 werden de eerste gasten ontvangen op de Spermaliehoeve. Later volgden ook nog tv-ploegen van de BRT voor de programma's 'Alledag', 'Echo', 'Binnen en buiten' en 'Voor boer en Tuinder'. Op 5 juli 1972 vond een openingsreceptie door Westtoerisme plaats op de hoeve.
Na het contract van vijf jaar met de vzw, besloot de familie op zelfstandige basis verder te gaan. De VZW werd opgedoekt en ook bijna alle boerderijen stopten met hoevetoerisme. De boerenbond steunde het hoevetoerisme en samen met de steun van Europa kwam een vernieuwd plattelandstoerisme tot stand. In 1989 werd de Vlaamse Federatie voor Plattelandstoerisme opgericht. Toen waren er 22 uitbaters aangesloten, waaronder het Spermaliehof. In 2010 werden er meer dan 300 leden geteld. Het Spermaliehof is tot op heden nog steeds een vakantieverblijf met plaats voor 70 gasten. Er worden polderklassen en kampen georganiseerd en daarnaast kunnen er ook families en verenigingen op vakantie komen.

## Fotogalerij

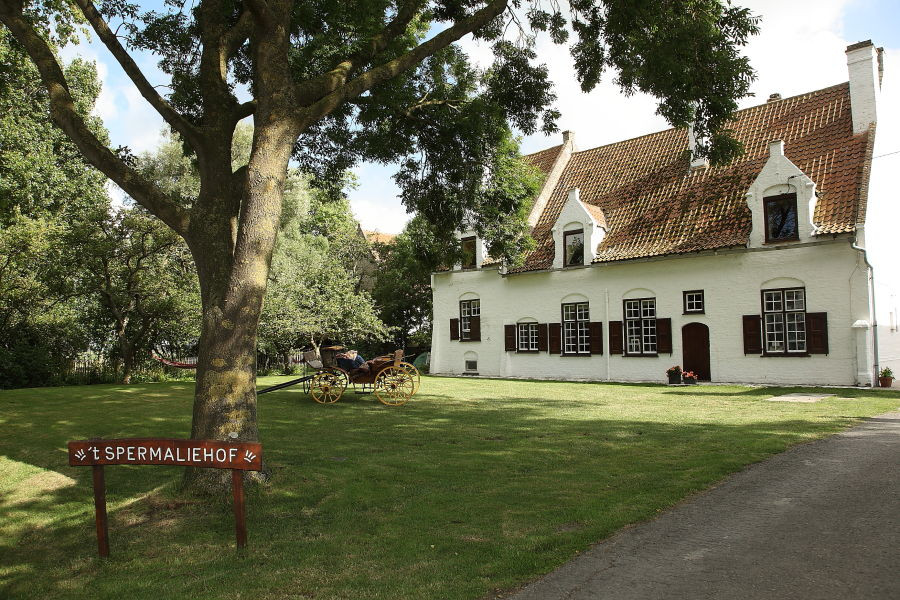
Woonhuis, voorkant
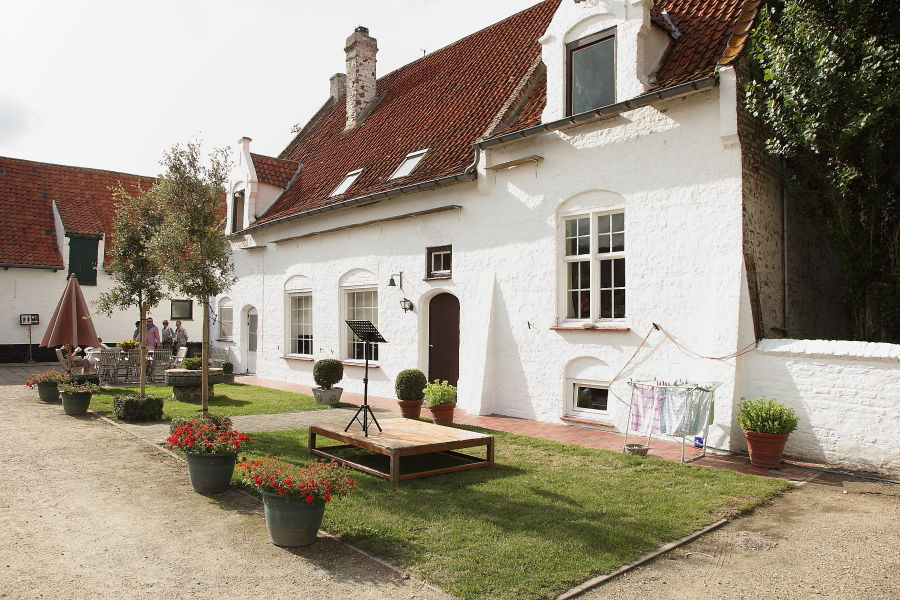
Woonhuis, achterkant
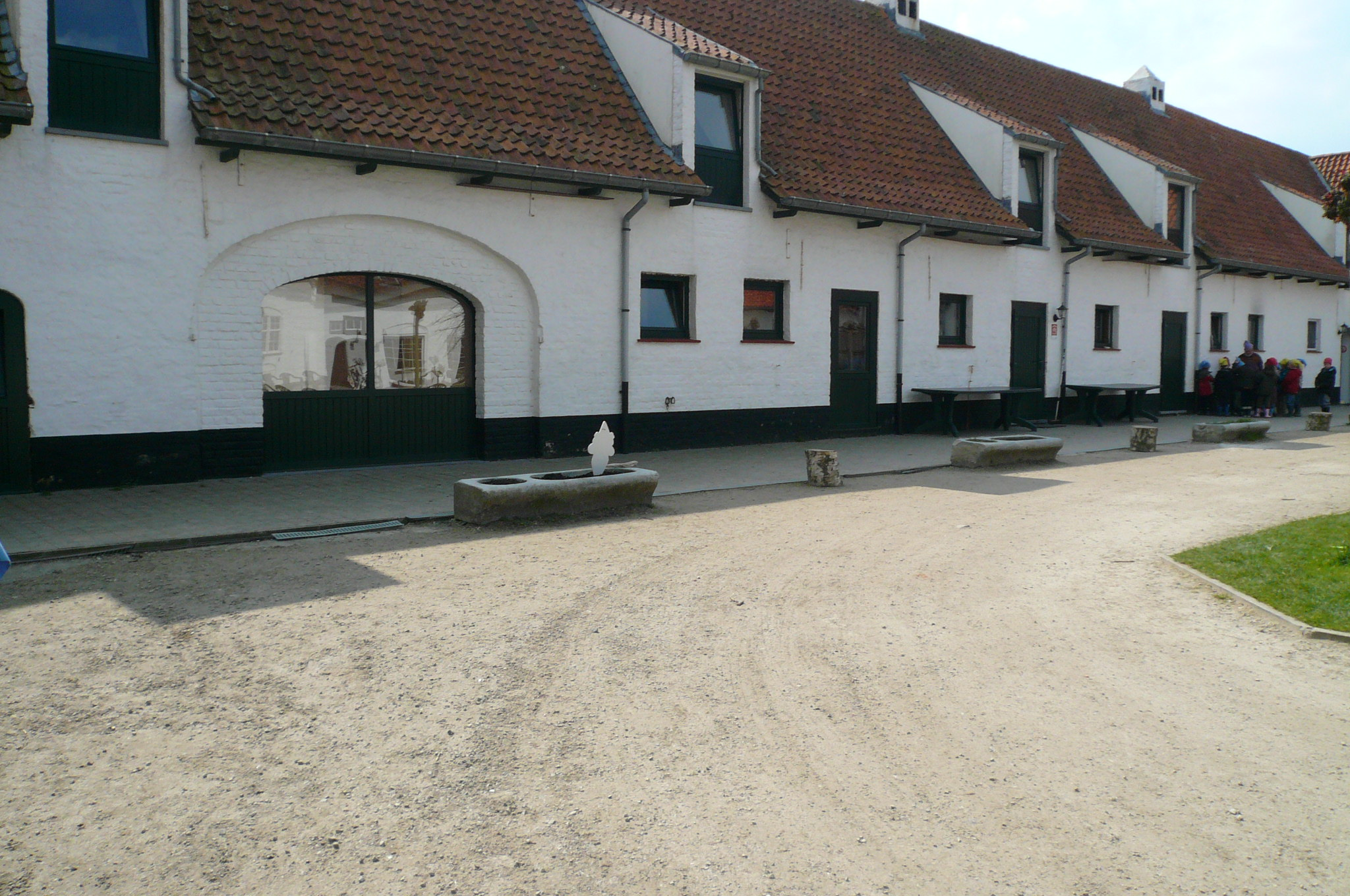
Vakantieverblijf Spermaliehof
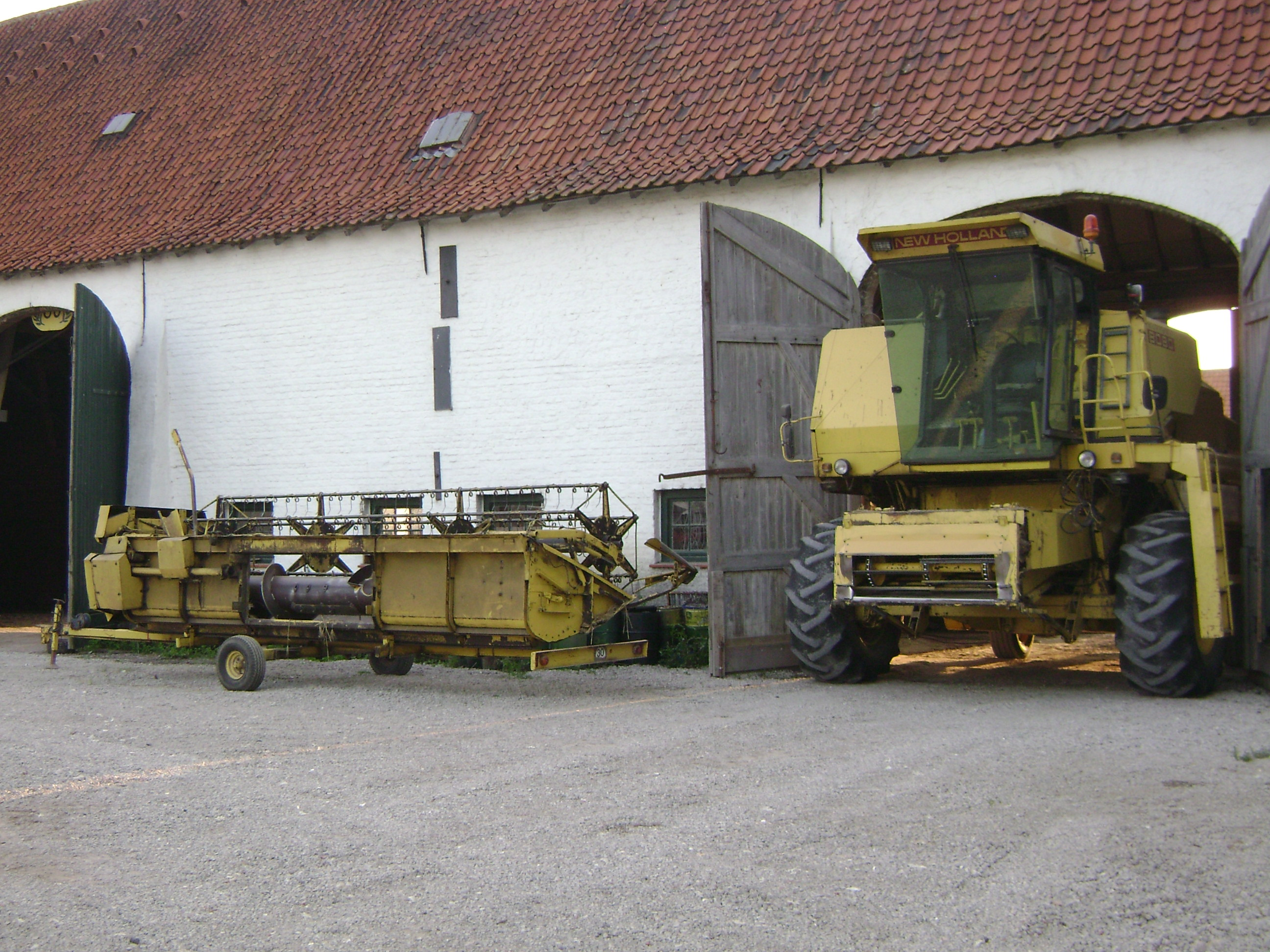
De schuur

## Begingeneriek 'Voor boer en tuinder'
In de jaren 1960 was het Spermaliehof de setting voor de begingeneriek van het programma Voor boer en tuinder dat op de toenmalige BRT op zondagnamiddag werd uitgezonden.